# 第68アフリカ砲兵連隊
第68アフリカ砲兵連隊（だいろくじゅうはちアフリカほうへいれんたい、68e régiment d'artillerie d'Afrique：68E RAA）は、アン県Valbonneに駐屯する、フランス陸軍の自走砲連隊である。かつては第3機械化歩兵旅団の隷下にあったが、2016年6月16日に同旅団は解隊され、現在は第7機甲旅団の隷下となっている。
兵種は砲兵、伝統的区分も砲兵である。
かつて、7個あったアフリカ連隊の後継部隊である。

## 沿革
- 1941年：アルジェリアにおいて編成される。
- 1944年：南仏に上陸。南仏各地を解放後、オーストリア国境まで進撃する。
- 1999年：第3機械化歩兵旅団に編入。
- 2016年：同旅団解隊により、第7機甲旅団に編入。

## 最新の部隊編成
- 連隊本部
- 本部管理中隊
- 砲兵情報中隊
- 管理支援中隊（武器・車両・通信の整備など）
- 予備訓練中隊
- 第1中隊 - AuF1
- 第2中隊 - AuF1
- 第3中隊 - AuF1
- 第4中隊 - AuF1

### 定員
- 連隊の人員構成としては、
  - 将校75名
  - 下士官335名
  - 兵650名
  - 軍属95名
  - 予備役115名

の、合計約1270名からなる。
- AuF1が32両、重迫撃砲16門を装備する。

## 主要装備
- GIAT BM92-G1
- FA-MAS
- AA-52
- 12.7mm重機関銃
- AuF1
- TRF1
- RTF1 120mm迫撃砲
- VOA（砲兵観測車）
- PCR（気象レーダー）
- AMX-10 VOA
- VAB
- P4
- TRM 2000
- TRM 10000
- GBC 180